# فریدل ایبی
فریدل ایبی (انگلیسی: Friedl Iby; ۶ آوریل ۱۹۰۵ – ۱۸ آوریل ۱۹۶۰) ژیمناست هنری اهل آلمان بود.